# 권은지
권은지(2002년 12월 13일~)는 대한민국의 사격 선수로 주 종목은 소총이다. 2020년 하계 올림픽에 대한민국 국가대표로 참가했다.